# Митавский дворец
Мита́вский или Е́лгавский дворе́ц (нем. Mitauburg, латыш. Jelgavas pils) — крупнейший по размерам барочный дворец Прибалтики, построенный в XVIII веке по проекту Бартоломео Растрелли как парадная городская резиденция герцогов Курляндии и Семигалии в их столице — Митаве (ныне Елгава).

## История
Дворец был заложен Эрнстом Бироном на равнинном острове между рекой Лиелупе и её притоками в 1738 году. Строительство велось на месте разобранной резиденции прежних курляндских герцогов из династии Кетлеров, предшественником которой был средневековый замок Ливонского ордена. Одновременно Растрелли проектировал загородную резиденцию Бирона в Рундале.
В связи с опалой Бирона в 1740 году все строительные работы свернули, хотя дворец не был ещё подведён под кровлю. Строительство возобновилось после возвращения Бирона из ссылки в 1763 году. Помимо Растрелли, после смерти своей покровительницы императрицы Елизаветы Петровны потерявшего заказы в Петербурге, к достройке герцогской резиденции был привлечён датский архитектор Северин Йенсен, придавший ему некоторые черты классицизма.
После завершения строительства в 1772 году престарелый герцог не прожил в Митавском дворце и полугода. В 1779 году его преемник, Пётр Бирон, принимал во дворце знаменитого графа Калиостро. После аннексии герцогства Россией в 1795 году Митавский дворец часто менял владельцев. На протяжении многих лет в нём находили пристанище бежавшие из революционной Франции аристократы, в том числе в 1798—1800 годах Людовик XVIII со своим семейством. Здесь же Мария Тереза Французская сочеталась браком с герцогом Ангулемским.

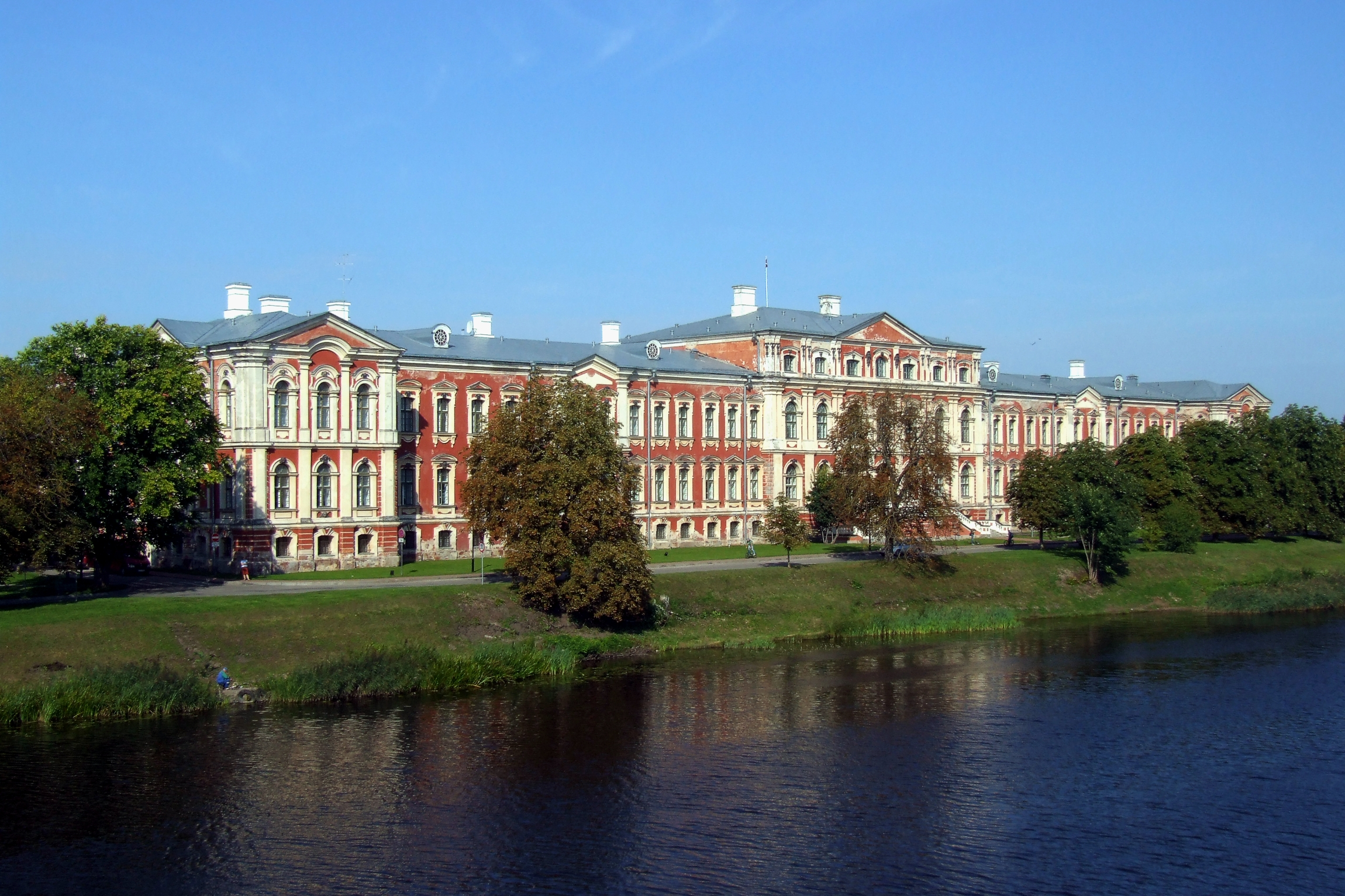
Митавский дворец. Вид со стороны реки Лиелупе.

Внутреннее убранство дворца, над которым по заказу Бирона работали Ф. Х. Баризьен, Иоганн Михаэль Графф и итальянский художник д’Анджели, погибло в 1918 году, когда Митавский дворец был разграблен и сожжён отступавшими частями Бермондта-Авалова. Реставрировался для нужд будущего вуза во времена независимой Латвии в 1936—1939 годах, тогда же на месте бывших конюшен был возведён лабораторный корпус, закрыв таким образом квадрат двора со стороны города. В 1939 году во дворец въехала Елгавская сельскохозяйственная академия. Ещё сильнее пострадал дворец в ходе военных действий 1944 года. Реставрация, производившаяся также для нужд восстанавливаемого вуза в 1956—1964 годах, практически не затронула интерьеров. В 1961 году в здание въехала Латвийская сельскохозяйственная академия, ныне Латвийский университет бионаук и технологий.
29 января 2024 года на чердаке дворца начался пожар, прошла эвакуация работников университета.

## Архитектура
Митавский дворец не принято относить к художественным удачам Растрелли. В литературе отмечается сухое однообразие фасадного решения, которое лишено ритмического разнообразия и пластического богатства, свойственного его постройкам елизаветинской эпохи. Вместо продольной архитектор смещает акцент на поперечную ось симметрии. Что также нетипично для Растрелли — в Елгаве отсутствует дворцовый парк, а перспектива парадного двора не замкнута, а раскрыта на городскую панораму.
О первоначальных интерьерах Митавского дворца не сохранилось подробных сведений. Очевидно, при отделке фасадов использовались фестоны, маски и лепные детали, предназначенные для Рундальского дворца. В декоративном оформлении этих дворцов можно найти много общего.

## Усыпальница курляндских герцогов

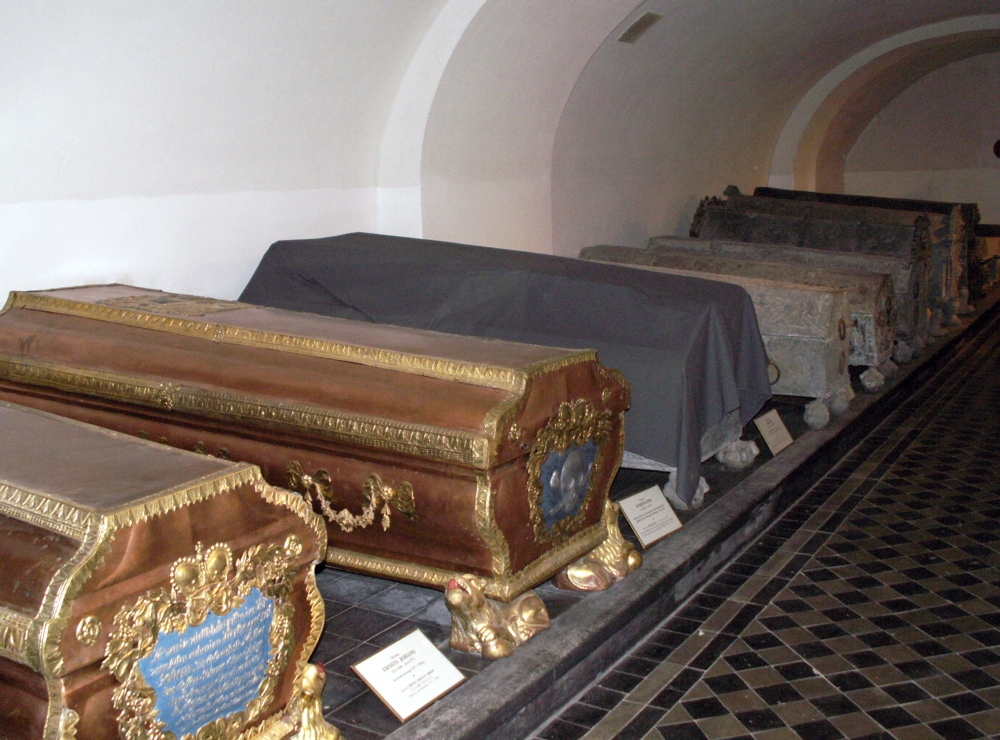
Саркофаги

Наибольший исторический интерес представляет усыпальница курляндских герцогов — склеп на юго-востоке цокольного этажа, устроенный в 1820 году. До 1820 года захоронения находились в замке, в военное время саркофаги были неоднократно ограблены. Внутри усыпальницы — 30 саркофагов, 24 металлических и 6 деревянных, выполненных для герцогов рода Кетлеров в 1569—1743 годах. В склепе захоронены Готхард Кетлер, первый герцог Курляндский и последний магистр Ливонского ордена; Яков Кетлер, герцог Курляндский, их супруги и дети.